# Tubastraea faulkneri
Espèce
Statut CITES
Tubastraea faulkneri est une espèce de coraux appartenant à la famille des Dendrophylliidae.

## Description et caractéristiques
Tubastraea faulkneri est un corail incrustant pouvant devenir massif et fortement convexe. Les calices, espacés de 5 à 15 mm, remontent de 3 à 8 mm au dessus d'un coenostéum poreux et d'aspect vermiculaire. La surface du coenostéum est renflée entre les calices. Ceux-ci ont un diamètre de l'ordre de 8 à 10 mm de diamètre avec une profondeur de 5 à 8 mm. Les calices comportent quatre cycles de septa (cloisons) aux marges intérieures presque verticales tombant à pic vers la columelle. Le troisième cycle de septa atteint à peine le bord du calice et le quatrième cycle est faiblement développé, souvent incomplet et irrégulièrement fusionné au troisième cycle. La columelle est profonde, spongieuse, et souvent légèrement comprimée.
Les polypes sont de couleur orange.
Tubastraea faulkneri est assez semblable à Tubastraea coccinea mais s'en distingue par des calices largement espacés enfoncés dans le coenostéum et par la fusion importante des cloisons (septa) du quatrième cycle à celles du troisième. Chez Tubastraea coccinea les calices sont étroitement espacés et généralement seulement unis à la base.

## Habitat et répartition
Cette espèce de corail se rencontre dans l'océan pacifique entre 3 et 8 m de profondeur depuis les Philippines jusqu'aux Îles Galapagos.

## Taxinomie
Cette espèce a été décrite par John West Wells en 1982 et nommée en l'honneur de Douglas Faulkner qui a collecté et illustré en couleur le spécimen ayant servi à la description.

## Galerie

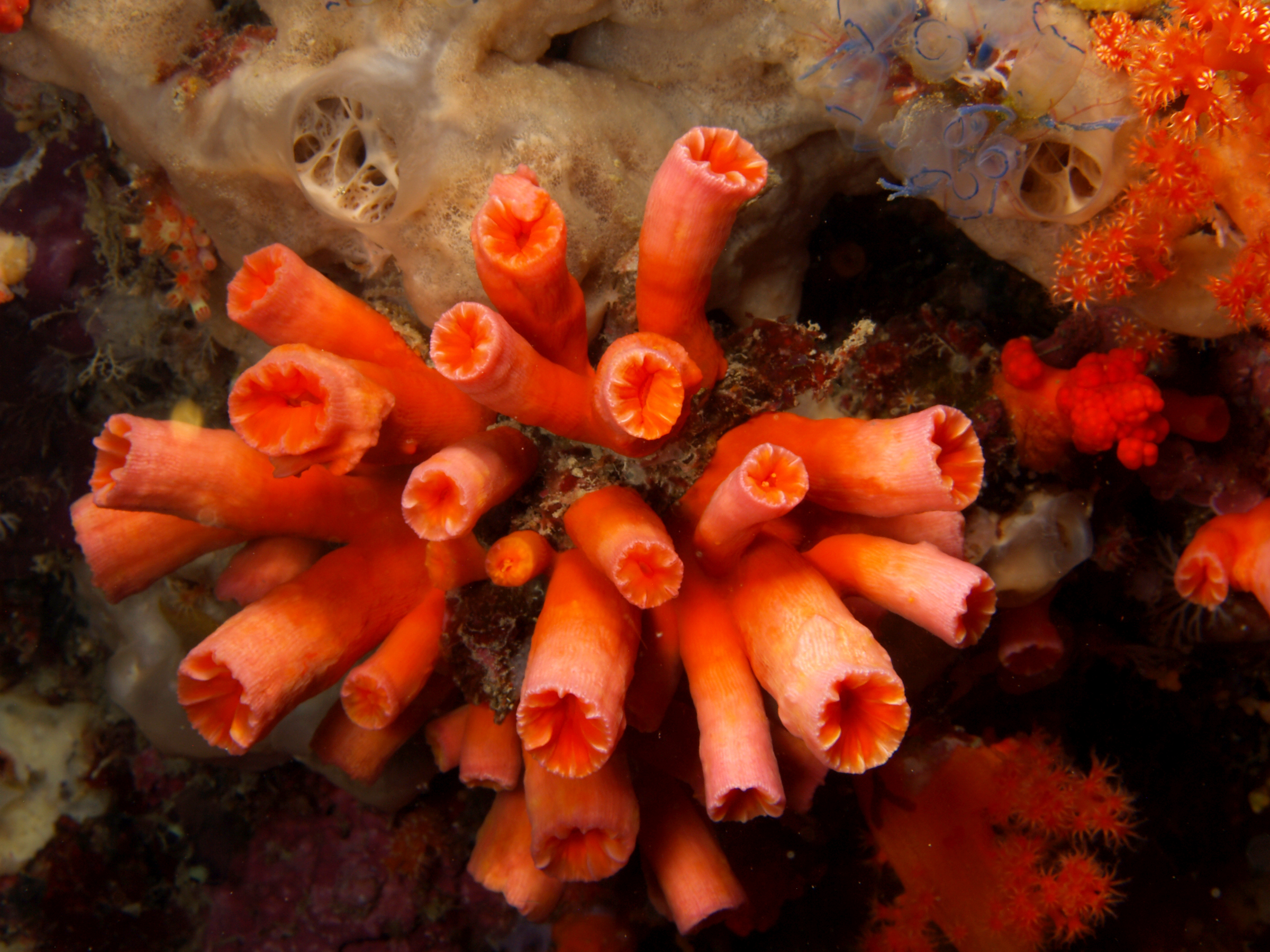
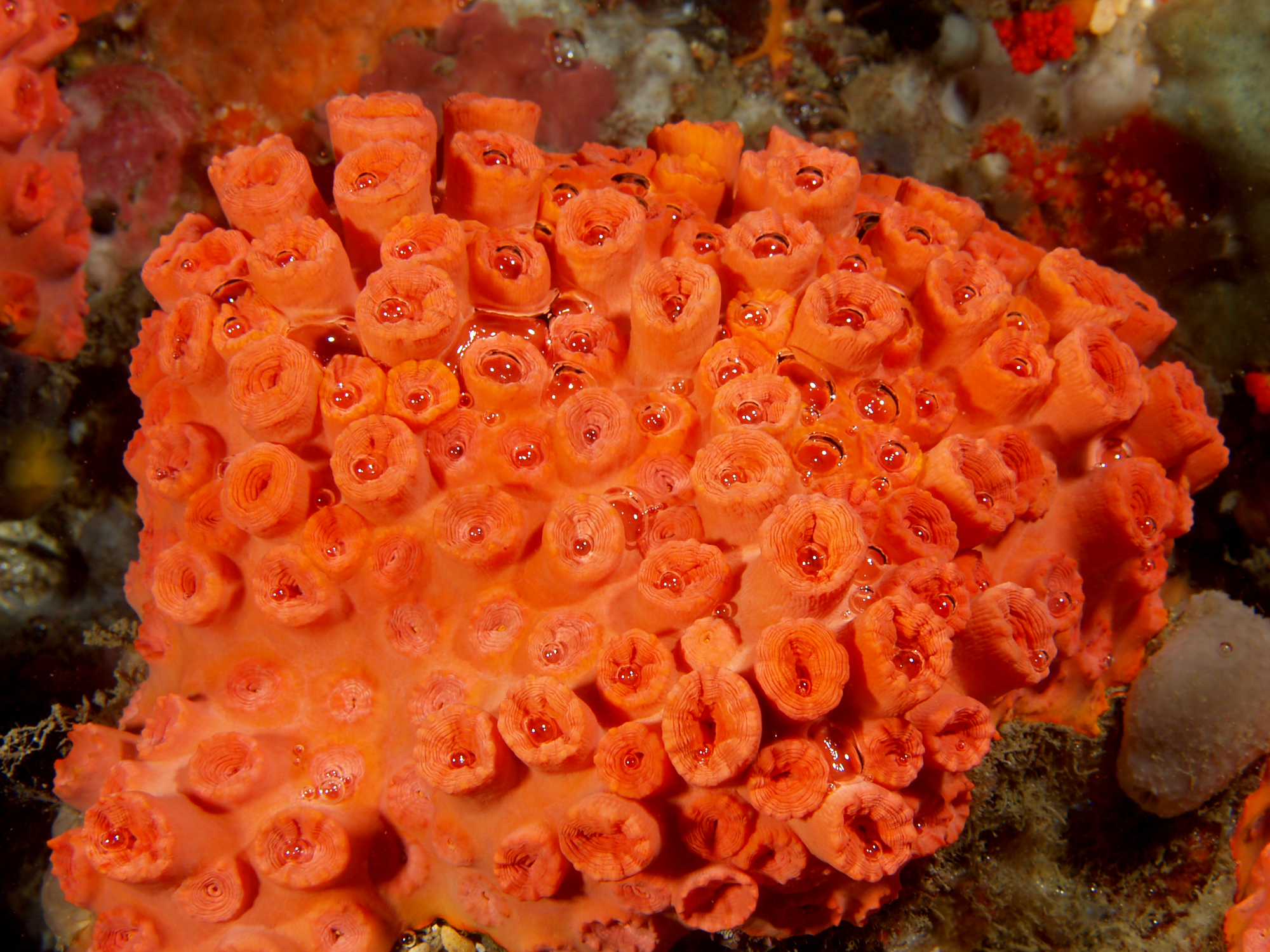
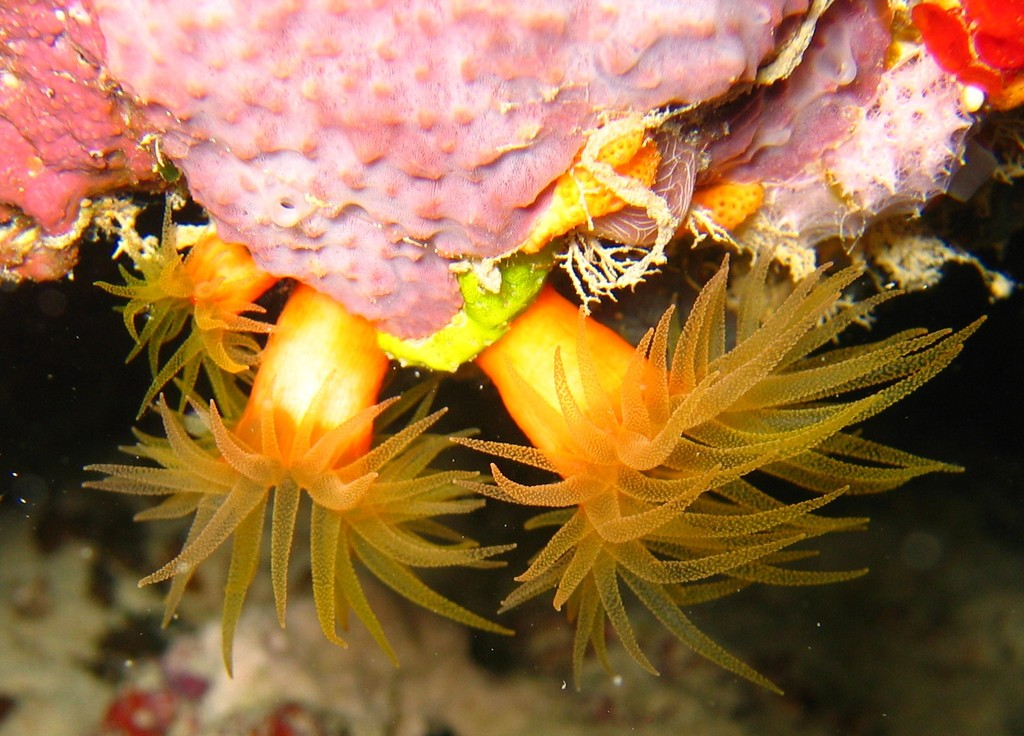

### Publication originale
- Wells, J. W. 1982. Notes on Indo-Pacific Scleractinian Corals. Part 9. New Corals from the Galapagos Islands. Pacific Science 36(2):211-219 [216] pdf.